# Domenico Mellini
Domenico Mellini, né vers 1531 ou 1540 à Florence et mort dans cette même ville le 28 mars 1620, est un littérateur et philosophe italien de la Renaissance.

## Biographie
Né à Florence vers 1540, il accompagna, comme secrétaire, Giovanni Strozzi, député pour le grand-duc au Concile de Trente, et, à son retour, fut nommé précepteur de Pietro, l’un des fils de Cosme de Médicis. Il mourut le 28 mars 1620, dans un âge avancé.

## Œuvres
- Descrizione dell’entrata della S. Giovanna d’Austria, regina, etc., Florence, 1566, in-4°.
- Visione dimostratrice della malvagità del carnale amore, ibid., 1566, in-4°. C’est un traité de morale que l’auteur dédie à Mario Colonna.
- Vita del capitano Filippo (chiamato Pippo Spano) conte di Temesvar, etc., ibid., 1570, in-8° ; nouvelle édition augmentée, 1606, in-8°. Il avoue lui-même qu’il ne rapporte que les belles qualités de son héros, et que s’il en a eu de mauvaises, il les a cachées. Ainsi ce n’est point une histoire, mais un panégyrique.
- In veteres quosdam scriptores malevolos christiani nominis obtrectatores, libri IV, ibid., 1577, in-fol. : ouvrage très-rare et recherché, surtout en Allemagne (Voy. Vogt, Catalog. historico-criticus).
- Discorso dell’impossibilita del moto perpetuo nelle cose corruttibili, ibid., 1583, in-8° ;
- Dell’origine, azioni, e costumi, e lodi di Matilda la gran contessa d’Italia, ibid., 1589, in-4° ; 2e édit., 1609, même format. Cette Histoire de la comtesse Mathilde fut critiquée assez vivement par dom Benedetto Lucchini, religieux de la congrégation du Mont-Cassin, qui publia en 1592 la Chronique de la même princesse. Mellini essaya de se justifier par une Lettre apologétique, etc., Florence, 1594, in-4° ; mais son ouvrage n’en est pas moins oublié, ainsi que celui de son adversaire, depuis la publication des Mémoires de la comtesse Mathilde, par Francesco Maria Fiorentini.
- Parva, ac pauca quædam opuscula, ibid., 1609 : c’est un recueil de lettres et de morceaux, la plupart ascétiques. Mellini avait composé une Vie de Marsile Ficin ; mais elle n’a jamais été imprimée, et le manuscrit s’est perdu.